# Rebenbummler

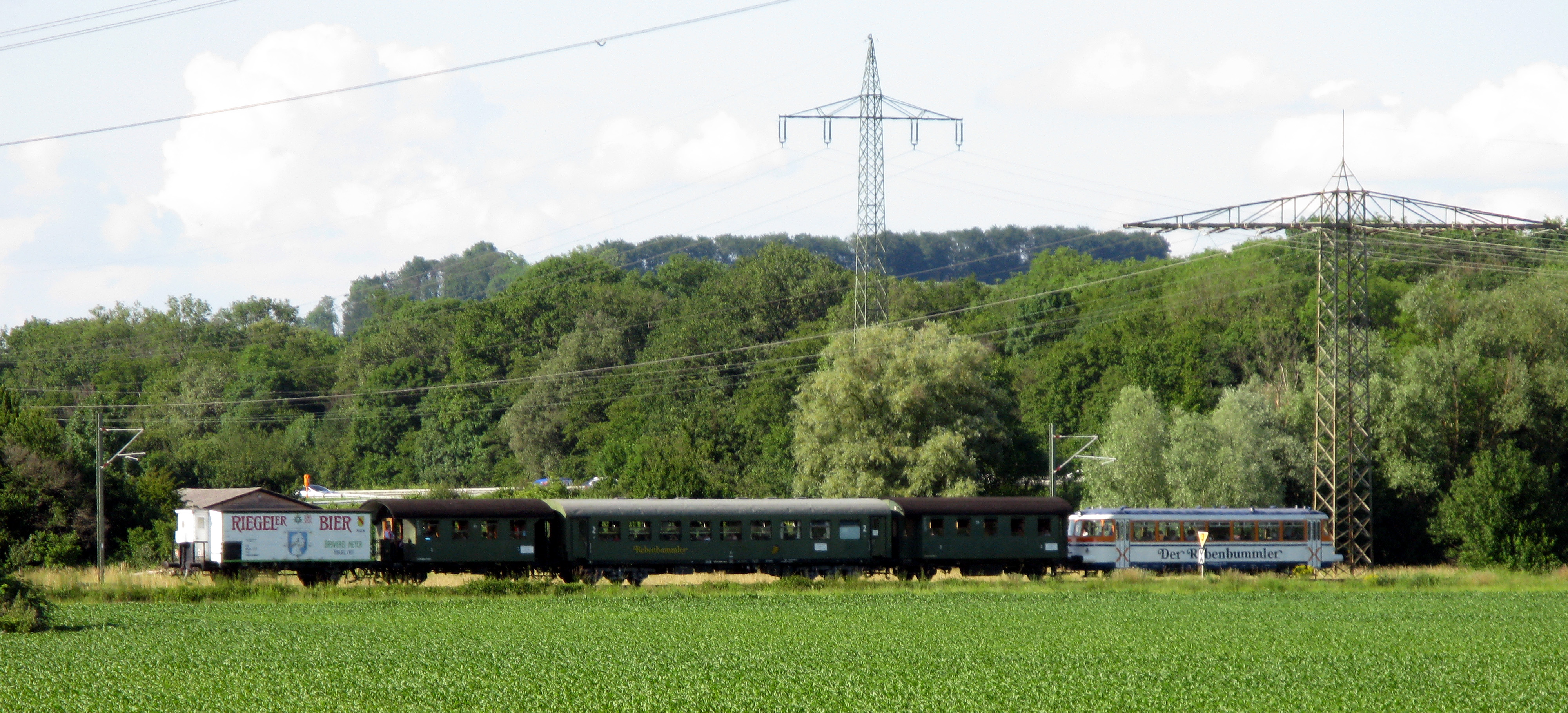
Rebenbummler am Kaiserstuhl

Der Museumszug Rebenbummler verkehrt auf der Kaiserstuhlbahn der Südwestdeutschen Landesverkehrs-AG.

## Geschichte
Die Kaiserstuhlbahn gehörte von 1897 bis 1952 zur privaten Süddeutschen Eisenbahn-Gesellschaft (SEG). Die teilweise über 100-jährigen Fahrzeuge wurden entweder direkt für die Kaiserstuhlbahn beschafft oder kamen von anderen SEG-Strecken an den Kaiserstuhl und waren dort jahrzehntelang im Einsatz. Seit 1978 finden regelmäßig Sonderfahrten mit dem Rebenbummler statt. Der Zug wird von den Eisenbahnfreunden Breisgau e. V. unterhalten.

## Fahrzeuge

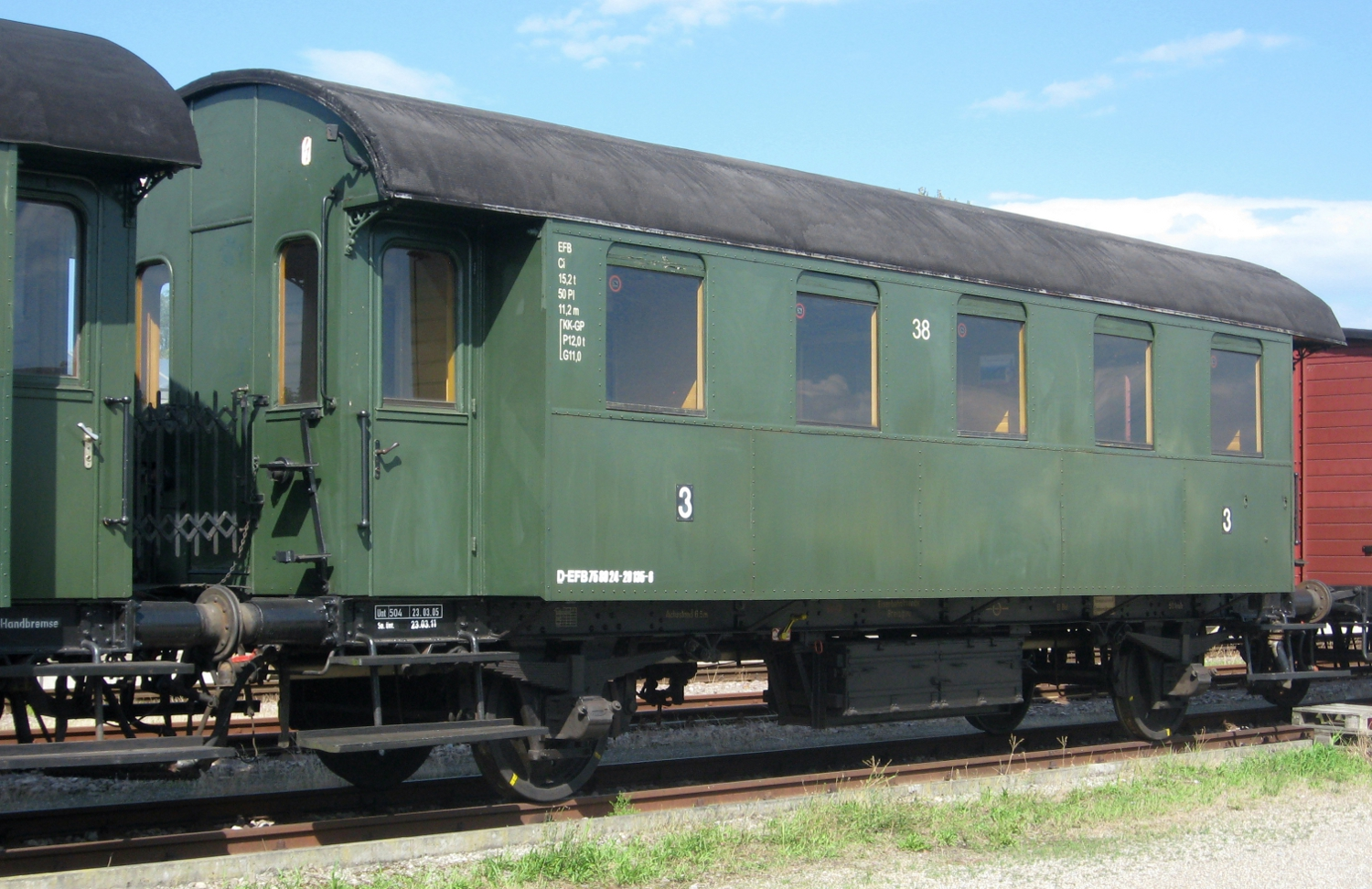
Wagen Ci 38 des Rebenbummlers

Von den Wagen stammen die ältesten aus dem Baujahr 1905. Sie sind mit Sitzbänken aus Holz und mit zum Teil offenen Plattformen ausgestattet. Als Triebfahrzeuge stehen MAN-Schienenbusse zur Verfügung.

### Dampflok Nr. 384
Die vorhandene, 1927 gebaute Dampflokomotive Nr. 384 des Typs „Essen“ wurde von Henschel in Kassel geliefert. Sie war seit 2009 zur Erneuerung des Kessels bei der Firma Wehrle in Emmendingen abgestellt. Man hoffte, die auf 200.000 Euro veranschlagte Instandsetzung bis Sommer 2011 abgeschlossen zu haben. Doch bis 2018 waren die Kosten auf das doppelte angestiegen und überforderten den Verein. Durch die Covid-19-Pandemie kamen die Arbeiten ganz zum Erliegen. Im Herbst 2021 zog sich die Firma Wehrle, die außerdem aufwändige Konstruktions- und Fertigungsarbeiten geleistet hatte, aus dem Projekt zurück, da sie wegen guter Auftragslage den Platz benötigte. Außerdem wurde der Takt der Kaiserstuhlbahn im Linienverkehr verdichtet und eine Dampflok mit 40 km/h wäre da ein Hindernis. Da die Maschine ihren Platz im Wehrle-Werk bis Mitte November verlassen muss, rechneten die Eisenbahnfreunde mit drei Möglichkeiten, wie es weitergeht: Der Verein findet eine Möglichkeit, die zerlegte Lok in einer Halle möglichst ohne Kosten unterzubringen, jemand übernimmt die Maschine als Dauerleihgabe – oder kauft sie.

## Strecke
Am Kaiserstuhl entlang, zwischen Riegel und Breisach, fährt der Rebenbummler an mehreren Sonntagen im Jahr. An der Strecke liegen das mittelalterliche Endingen, Königschaffhausen, Sasbach, Jechtingen, Burkheim-Bischoffingen, Oberrotweil und Achkarren.
Zwischen Mai und Oktober werden „Erlebnis-, Bummel- und Genießerfahrten“ mit dem Museumszug angeboten.